# West Devon
West Devon – dystrykt w hrabstwie Devon w Anglii.

## Miasta
- Chagford
- Hatherleigh
- North Tawton
- Okehampton
- Princetown
- Tavistock

## Inne miejscowości
Beaworthy, Bellever, Belstone, Belstone Corner, Bere Alston, Bere Ferrers, Bondleigh, Bradstone, Bratton Clovelly, Brentor, Bridestowe, Broadwoodkelly, Buckland Monachorum, Coryton, Cudlipptown, Dartmoor Forest, Drewsteignton, Dunterton, Exbourne, Germansweek, Gidleigh, Gulworthy, Highampton, Horrabridge, Iddesleigh, Inwardleigh, Jacobstowe, Kelly, Lamerton, Lands common to Bridestowe and Sourton, Lewtrenchard, Lifton, Lydford, Mary Tavy, Marystow, Meavy, Meeth, Meldon, Merrivale, Milton Abbot, Monkokehampton, Northlew, Okehampton Hamlets, Peter Tavy, Sampford Courtenay, Sampford Spiney, Sheepstor, Sourton, South Tawton, South Zeal, Spreyton, Sticklepath, Stowford, Sydenham Damerel, Throwleigh, Thrushelton, Walkhampton, Whitchurch i Yelverton.